# Microphotographie
Ne pas confondre avec la photomicrographie, qui est la photographie de très petits objets à l'aide d'instruments tels qu'une loupe binoculaire ou un microscope.

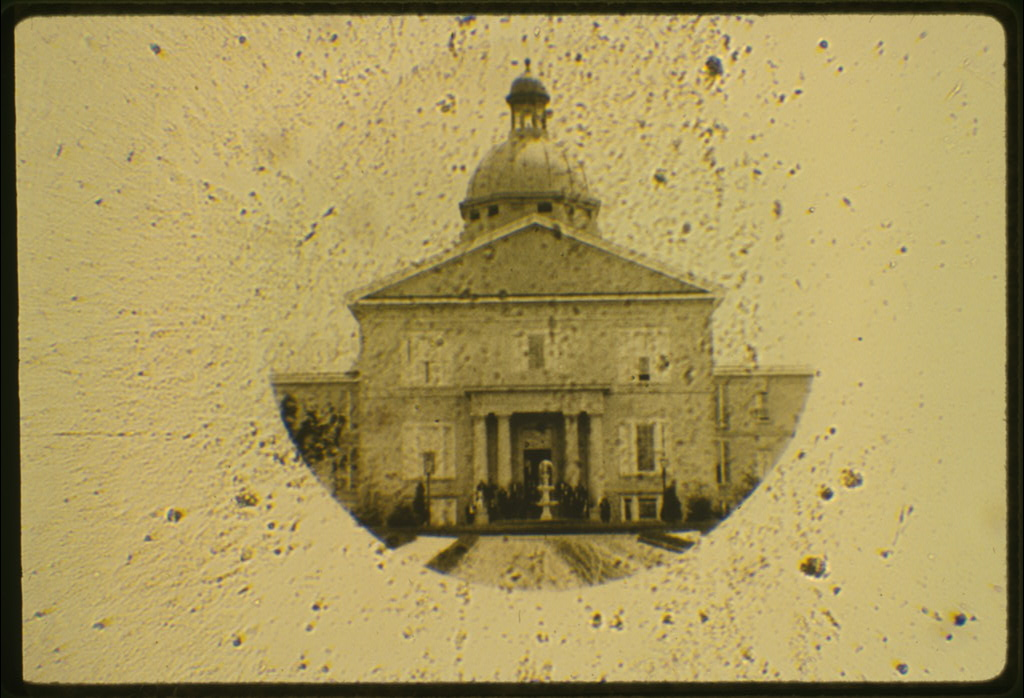
Une microphotographie d'1 mm de diamètre, ca. 1858.

La microphotographie, inventée par René Dagron, consiste à réaliser des images de très petite taille (1 mm de diamètre), avec toute la technologie nécessaire. Les applications de la microphotographie vont de l'espionnage, comme dans le cas de William Fischer, jusqu'à la fabrication de souvenirs.

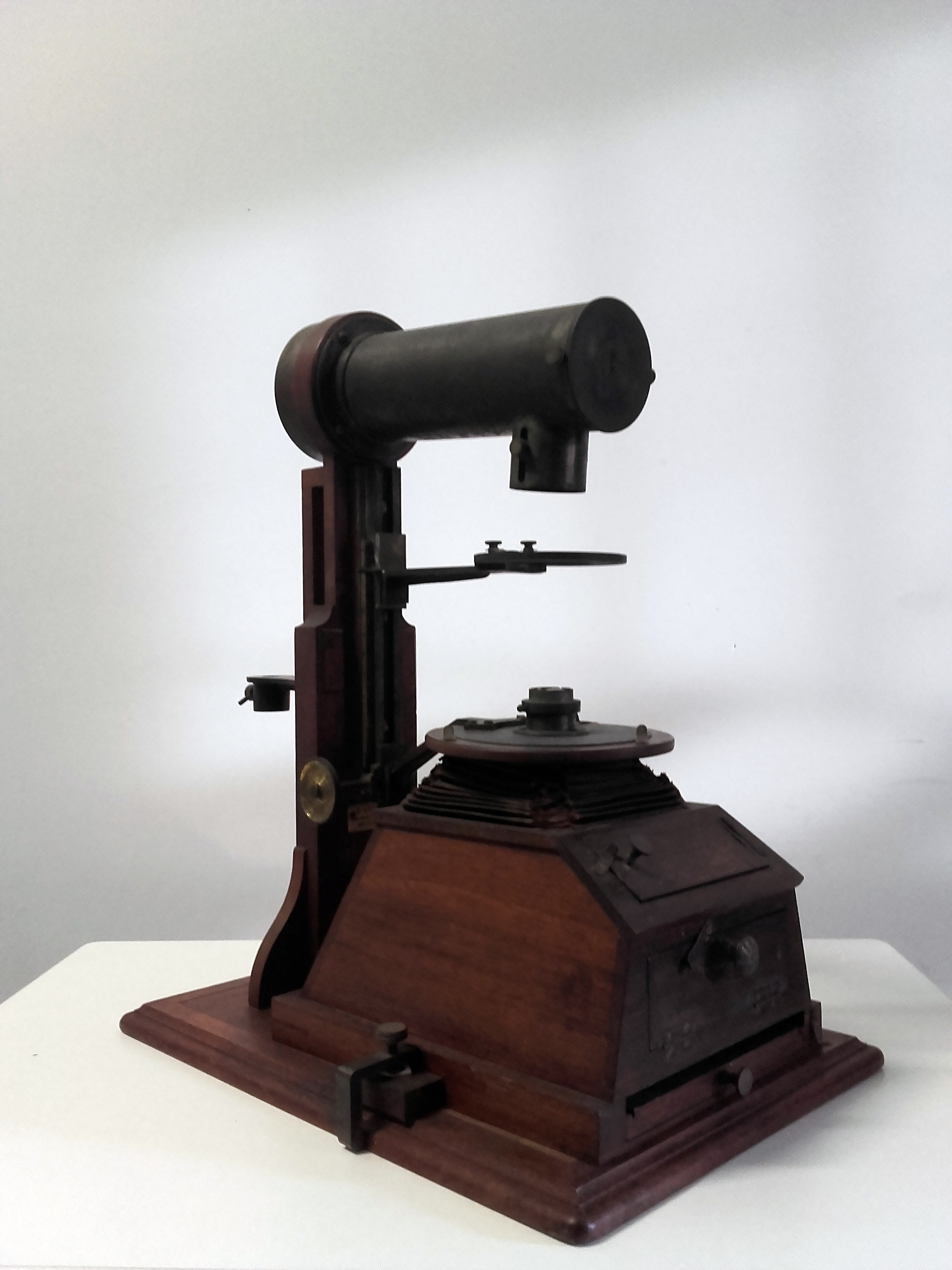
Appareil pour la projection de microphotographies utilisé par Eugène Trutat pour des conférences (Photothèque du muséum de Toulouse).

Les microfiches sont une application importante de la microphotographie, mais avec beaucoup moins de réduction (une microfiche a un diamètre de quelques centimètres, contre 1 mm de diamètre pour une microphotographie).
Depuis l'avènement et la généralisation de la numérisation des fichiers, cette technique tend à disparaître.